# Eric Gauthier

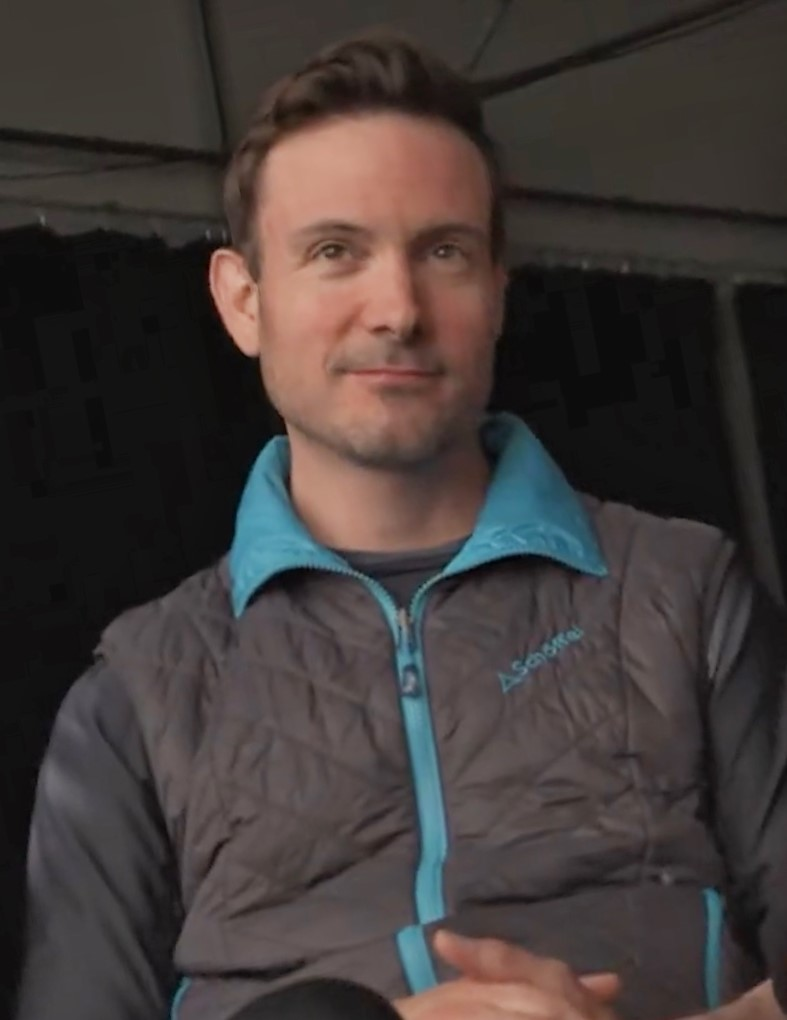
Eric Gauthier (2018)

Eric Gauthier (* 13. März 1977 in Montreal) ist ein kanadischer Tänzer und Choreograph.

## Leben

### Karriere bis 2007
Eric Gauthier studierte Tanz bei den Grands Ballets Canadiens in Montreal und anschließend an der National Ballet School in Toronto. Dort ließ er sich auch in Musik und Gesang unterrichten. 1995 wurde er Schüler beim National Ballet of Canada unter der Leitung von Reid Anderson. 1996 wechselte Anderson als künstlerischer Leiter zum Stuttgarter Ballett und lud Gauthier ein, als Tänzer in die Stuttgarter Compagnie einzutreten. 2002 wurde er dort zum Solotänzer ernannt.
Gauthier tanzte in Stuttgart in mehreren klassischen Rollen, darunter den Mercutio in John Crankos Choreographie Romeo und Julia. In den Cranko-Stücken Jeu de Cartes und The Lady and the Fool tanzte er den Joker beziehungsweise den Bootface. Ferner tanzte er den Alain in Frederick Ashtons La fille mal gardée sowie Rollen in Stücken von George Balanchine und Kenneth MacMillan.
Besonders ausgeprägt war jedoch seine Neigung zum zeitgenössischen Tanz. In den zehn Jahren von 1996 bis 2006 tanzte Gauthier in fast allen Premieren der Stuttgarter Compagnie. Er tanzte Stücke von Hans van Manen, John Neumeier, Jiří Kylián, Nacho Duato, Paul Lightfoot, Uwe Scholz und James Kudelka und arbeitete mit einigen von ihnen persönlich zusammen. Einen Namen machte er sich als Interpret von William Forsythe. Er arbeitete mit ihm in Stuttgart und Frankfurt zusammen und interpretierte fünf seiner Stücke als Tänzer.
Etliche Choreographen entwickelten Rollen für ihn, darunter Christian Spuck, Haus-Choreograph des Stuttgarter Balletts. Spuck schuf die Rollen des Schigolch in Lulu und die Rolle des Malers in …la peau blanche… für ihn. Gauthier tanzte in elf Weltpremieren von Spuck. Ferner schufen Mauro Bigonzetti, Itzik Galili, Kevin O’Day, Marguerite Donlon, Daniela Kurz, Dominique Dumais, Nicolo Fonte, Matjash Mrozewski, Douglas Lee, Marc Spradling, James Sutherland, Pascal Touzeau und Trey McIntyre Rollen für Eric Gauthier.
Sein Debüt als Choreograph hatte Gauthier 2005 im Programm Junge Choreographen der Noverre-Gesellschaft. 2006 wurde er erneut eingeladen. Mit Ballet 101 gewann er sowohl den Publikumspreis als auch den Preis der Kritik beim 21. Internationalen Wettbewerb für Choreographen der Ballett Gesellschaft Hannover. Für die Noverre-Gesellschaft schuf Gauthier 2007 die Choreographie Air Guitar.

### Gauthier Dance
Im September 2007 tanzte Eric Gauthier mit Egon Madsen in Christian Spucks Don Q. Das Stück gastierte anschließend in Österreich, Italien, Spanien, Luxemburg und vielen deutschen Städten.
Seit 2007 leitet er am Theaterhaus Stuttgart die Gauthier Dance-Compagnie, die 2008 ihre Premiere mit Six Pack hatte. Es folgten bis 2012 High Five, Four Play, M.M. & More, Out of the Box I und II, POPPEA//POPPEA und Lucky Seven. Mauro Bigonzetti, Alejandro Cerrudo, William Forsythe, Itzik Galili, Jiří Kylián, Paul Lightfoot, Sol León, Hans van Manen, Christian Spuck und Philip Taylor stellten Werke für die Compagnie zur Verfügung oder schufen eigens für sie Stücke. 2011 wurde Eric Gauthier mit dem deutschen Tanzpreis Zukunft für Choreographie ausgezeichnet.
2014 brachte er mit Alice seine bis dahin größte Produktion auf die Bühne des Theaterhauses: Ein abendfüllendes Handlungsballett, choreografiert von Mauro Bigonzetti. Bigonzetti illustriert darin die Geschichten Alice im Wunderland und Alice hinter den Spiegeln von Lewis Carroll. Für die Musik engagierte Bigonzetti das süditalienische Trio Assurd zusammen mit Antongiulio Galeandro und Enza Pagliara. Deren Rhythmen und Gesänge, vorgetragen in süditalienischen Dialekten und mitunter in Spanisch, unterstützen die Tänze der zauberhaften Figuren aus Carrolls Geschichten.
Für sein soziales Engagement, mit dem er unter anderem seine Tanzkunst zu Menschen bringt, die ihn nicht im Theater besuchen können, wurde er im April 2015 mit dem Verdienstorden des Landes Baden-Württemberg ausgezeichnet.
Eric Gauthier hat es sich zur Aufgabe gemacht, junge Choreografen zu fördern, beispielsweise 2017 im Rahmen des Colours International Dance Festival. 2018 ermöglichte er einem dieser Choreografen, dem Israeli Nadav Zelner, dessen erste abendfüllende Choreografie Bullshit bei Gauthier Dance zu inszenieren. Auch von Ende Juni bis Mitte Juli 2019 fand dieses Festival wieder statt. Die dritte Auflage des Festivals findet vom 25. Juni bis zum 17. Juli 2022 statt.
Im März 2019 wurde bekannt, dass dem Theaterhaus Stuttgart die Insolvenz droht und damit auch das Bestehen von Gauthier Dance gefährdet ist. Um dies abzuwenden, soll Gauthier Dance von der Stadt Stuttgart künftig einen eigenen Etat bekommen.
Seit März 2020 betreibt Eric Gauthier einen Youtube-Kanal #Wohnzimmerballett, um seinem Publikum auch während der Coronakrise die Freude am Tanz zu vermitteln und es zum Mittanzen zu animieren.

## Dokumentarfilme etc.
- Dance around the world – Tel Aviv, TV-Dokumentarfilm des SWR 2020 über die Profi-Dancecompagnien in und um Tel Aviv, Regie: Andreas Ammer, Dauer: je 59 Minuten.
- Dance around the world – Sankt Peterburg
- Dance around the world – Niederlande[11]

## Gauthier & Band
Neben seiner Arbeit als Choreograph ist Eric Gauthier auch als Musiker auf der Bühne zu erleben. Als Gauthier & Band präsentiert er mit seinen Band-Kollegen Songs, die vom britischen Gitarrenpop beeinflusst sind. Als musikalisches Vorbild nannte er in einem Interview Ryan Adams.

## Privates
Im August 2020 gaben Eric und Laura Gauthier nach 17 Jahren Partnerschaft und 11 Jahren Ehe ihre Trennung bekannt. Sie haben zusammen drei Kinder.